# Fransaskois

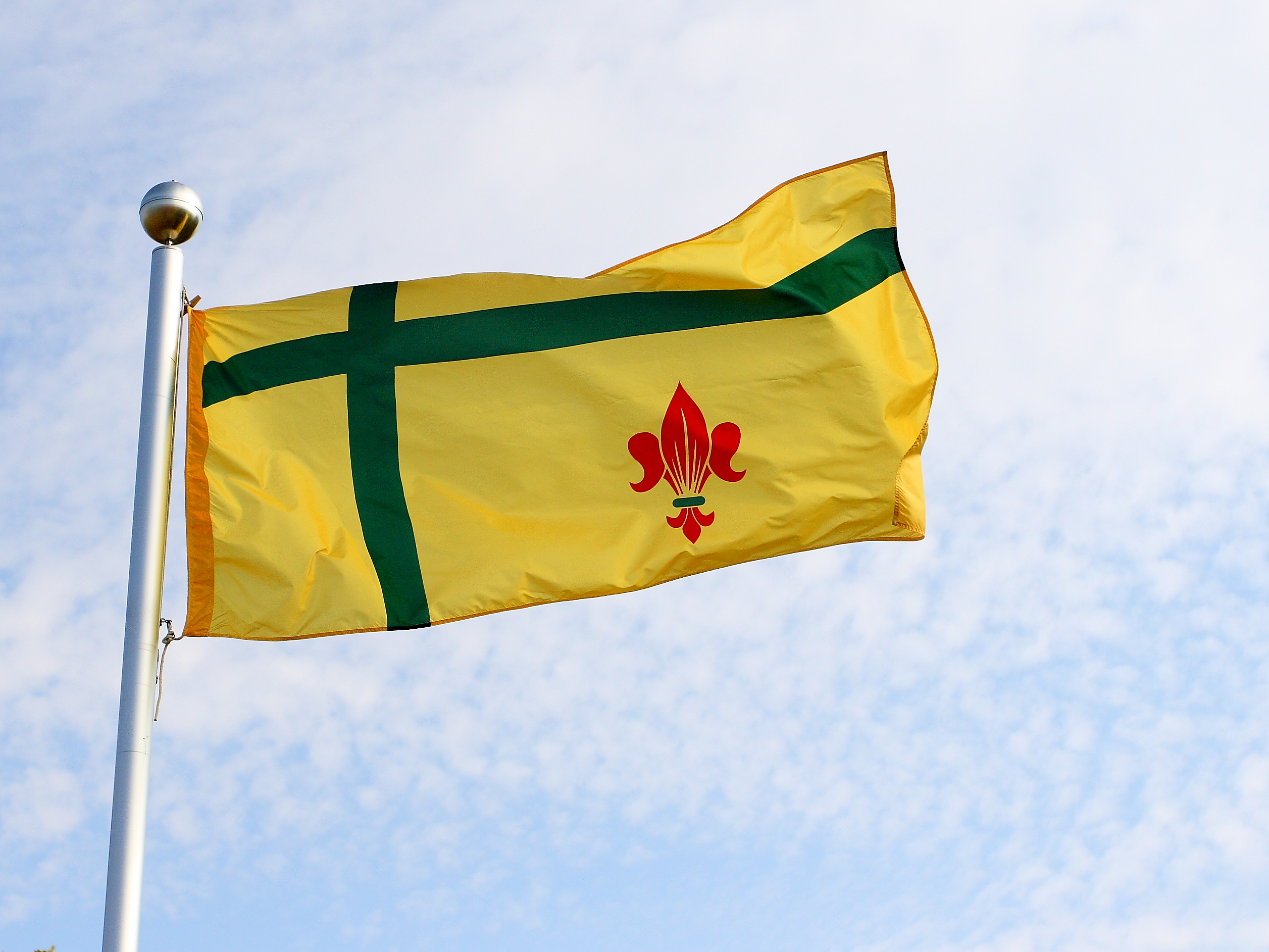
Flagge

Als Fransaskois (weibliche Form: Fransaskoise) oder Frankosaskatchewane bezeichnen sich die französischsprachigen Kanadier, die in der Prärieprovinz Saskatchewan leben. Im englischen Sprachgebrauch wird gelegentlich der Ausdruck Franco-Saskatchewanian gebraucht.

## Bevölkerung
Französischmuttersprachler machen etwa 2 % der Bevölkerung der Provinz Saskatchewan aus. Ähnlich wie beim Rest der Bevölkerung gleichen sich natürlicher Zuwachs und Abwanderung nahezu aus. Fransaskois und Fransaskoises leben vor allem in den größeren Städten wie Regina, Saskatoon, Prince Albert und Moose Jaw. In einigen kleineren Städten wie Gravelbourg, Albertville, Duck Lake, Ponteix, Zenon Park, Bellevue, Willow Bunch (frz. Name: Talle-de-Saules) und Bellegarde sowie in einigen Dörfern stellen sie die Mehrheit der Bevölkerung.

## Rechte und Schulbildung in französischer Sprache
Die Fransaskois genießen laut Verfassung keine besonderen Rechte. In der jüngeren Vergangenheit entschieden jedoch Gerichte, dass frankophone Kinder ein Anrecht auf Schulbildung in ihrer Muttersprache bis zum Ende der Sekundarstufe haben. Bis in die 1990er Jahre benötigte eine Schule eine offizielle Erlaubnis, um vorrangig in französischer Sprache unterrichten zu dürfen. Seit 1995 hat die frankophone Bevölkerung Saskatchewans nun das Recht, ihre Schulen selbst zu verwalten. Die Division Scolaire No. 310 verwaltet derzeit 12 Schulen.
Im Jahre 1918 gründete Monseigneur O.E. Mathieu in Gravelbourg im Süden Saskatchewans die katholische Privatschule Collège Mathieu. Ab 1970 durften auch Mädchen das Collège Mathieu besuchen. Bis zum Frühjahr 2003 blieb das Collège das einzige französische Internat im Westen Kanadas. Nach einem langwierigen politischen Streit mit dem Division Scolaire Francophone sowie aufgrund zurückgehender Schülerzahlen wurde das Collège Mathieu in das System der Division Scolaire Francophone eingegliedert und wird seit dem unter dem Namen École Secondaire Collège Mathieu (Weiterführende Schule Collège Mathieu) betrieben.

## Kultur
Trotz der Minderheitensituation der Fransaskois gibt es in Saskatchewan eine reichhaltige frankophone Kulturszene. Bei einer Vielzahl von Festivals sind sowohl traditionelle Musik und Bildende Kunst als auch die darstellenden und schönen Künste vertreten. Zu den bekanntesten Fransaskois-Künstlern gehören die Folkband Hart-Rouge, die Kinderunterhaltungskünstlerin Carmen Campagne (beide aus der Kleinstadt Willow Bunch) sowie die Band Poly-Esther. Außerdem gibt es in Saskatoon seit 1987 die professionelle frankophone Theatergruppe La Troupe du Jour.
Eine bekannte Fransaskoise war Jeanne Sauvé. Sie war Parlamentsabgeordnete für die liberale Partei, Ministerin, Sprecherin des House of Commons und schließlich Generalgouverneurin von Kanada.